# Кочетов, Дмитрий Иванович
Дмитрий Иванович Кочетов (1707—1762) — русский государственный деятель; президент Камер-коллегии; тайный советник.

## Биография
Родился в 1707 году. В службу вступил 30 мая 1721 года, «солдатом» к великому князю Петру Алексеевичу. В 1723 году был пожалован в пажи к императрице, с 24 ноября 1726 года был камер-пажом, сначала при ней, потом при императоре Петре II.
С 12 октября 1728 года был гоф-юнкером при великой княжне Наталье Алексеевне; 29 апреля 1729 года переведён капитан-поручиком в Семёновский полк.
При коронации Елизаветы Петровны пожалован в полковники; с 1743 по 1752 годы командовал Ингерманландским пехотным полком. С 16 декабря 1752 года — бригадир и санкт-петербургский обер-полицмейстер.
Затем был президентом Камер-коллегии, управляющим Москвой и Московской губернией (17.01.1762—21.03.1762)
Был женат на дочери князя Василия Петровича Голицына, Дарье Васильевне (07.09.1708—13.11.1762), в первом замужестве Дадиани.